# 暗黒舞踏

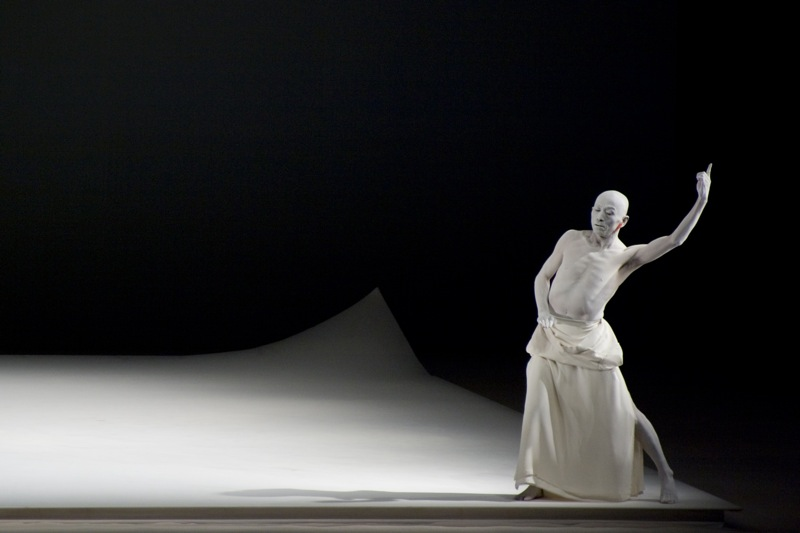
山海塾（グアナフアト国際セルバンテス祭、2006年）

暗黒舞踏（あんこくぶとう）は、土方巽らを中心に形成された前衛舞踊。　国外ではButoh（ブトー）と呼ばれ、日本独自の伝統と前衛舞踊を混合したダンスとして認知されている。

## 概要
1960年代から暗黒舞踏ハイレッド・センター(1963年結成)が舞台芸術などを手掛けるなど、他の前衛グループとのコラボレーションもさかんに行われた。1966年7月に「暗黒舞踏派解散公演」を行い、暗黒舞踏派は解散した。しかし土方一派の舞踊活動自体は1966年以降も途切れることなく続いた。舞踊界への「反逆」ともいえる試みは、話題を呼び澁澤龍彦、瀧口修造、埴谷雄高、三島由紀夫らの作家は暗黒舞踏に魅了された。だが、正統的な舞踊界からは異端視・蔑視され、”剃髪、白塗り、裸体、日本の突然変異ダンス、テクニックのない素人の情念の踊り”などと批判される場合もあった。
1970年代より欧州ではカルロッタ池田や室伏鴻らが独自に活動をすすめ、のち白桃房や大野一雄らの招聘公演の基盤となり、欧州で認知されるようになった。
1980年代に入ると、山海塾のワールドツアーが大きな成功を収めるなど、世界的な広がりにおいて注目を浴びた。テレビ番組『11PM』や、雑誌、男性向けの各種週刊誌で　山海塾や白虎社などが紹介され、一般的な認知度が高くなった。日本での評価は、逆輸入的な一面がある。
2022年12月14日「東京ドキュメンタリー映画祭2022」で『暗黒舞踏の世界』が上映される。

## 詳細・定義・思想
暗黒舞踏の定義は、美／醜、西欧近代／土着・前近代、形式／情念などといった対において、後者のなかにこそ見いだせる倒錯した美を追求する踊り、とも言える。跳躍そのほかのテクニックにより天上界を志向するクラシックバレエなどとは異なり、床や地面へのこだわり、蟹股、低く曲げた腰などによって下界を志向する。一般に剃髪、白塗りのイメージが強い。裸体の上から全身白塗りする事が多いが、白塗りは必須ではない。舞踏の思想は、日本人の身体性へのこだわり、神楽、能、歌舞伎などの伝統芸能や土着性への回帰、中心と周辺の視座による西欧近代の超克など様々な切り口で語られる。
言語だけではなく絵画やオブジェなどから着想を得た作品もある。土方巽は特にフランシス・ベーコンとアンリ・ミショーの絵画から着想を得ることを好んだという。その核心部分の一部は、現在のコンテンポラリーダンスに引き継がれている。
- 「舞踏とは命がけで突っ立つ死体」（土方巽）
- 「ただ身体を使おうというわけにはいかないんですよ。身体には身体の命があるでしょ。心だって持っている」（土方巽）

## 歴史
暗黒舞踏の成立に大きな影響を与えたドイツの表現主義ダンスがある。『マリー・ウィグマン舞踊学校』に留学した江口隆哉、宮操子夫妻が帰国後『江口・宮舞踊研究』を設立し、そこに入所したのが大野一雄である。やがて独立した大野に強い影響を受けた土方巽がそれを「暗黒舞踏」として完成させた。また、若き日の土方巽は前衛芸術集団「ネオ・ダダ」の中心人物・吉村益信の新宿百人町のアトリエ兼住居（新宿ホワイトハウス）に出入りしていたといわれ、暗黒舞踏の成立にもその影響が見られる。三上賀代は、『器としての身體―土方巽・暗黒舞踏技法へのアプローチ』(1991年出版、お茶の水女子大学修士論文)において、土方巽との稽古の現場から採取した「稽古ノート」を元に土方舞踏を解説した。
舞踏と現代舞踊を融合
勅使川原三郎、佐東利穂子、伊藤キム、河野なつ子、白井剛、鈴木ユキオ、浅井信好、ささらほうさらなど舞踏を消化吸収したコンテンポラリーダンサー

### 海外
SU-EN、リチャード・ハートなど、舞踏第一世代の様式美を受け継いだ者や第二世代の影響下にある舞踏家たちが存在する。

## 団体
- 大駱駝艦
- 山海塾
- 白虎社
- 偶成天
- フロリダンス
- ささらほうさら
- 極北会　(北海道)
- Kokoro Dance（英語版）（カナダ）

## 映像
- CD-ROM付書籍「土方巽の舞踏―肉体のシュルレアリスム 身体のオントロジー」（川崎市岡本太郎美術館/慶應義塾大学アートセンター・編集）2003、慶應義塾大学出版会
- DVD「土方巽 夏の嵐：燔犠大踏鑑」（荒井美三雄・監督）2004、Image Forum & aguerreo Press,Inc
- CD-ROM「舞踏花伝」1998、ジャストシステム
- DVD「舞踏花伝」2006、ヌーサイト

## 和書
学習用書籍であり、出典ではない。
- 土方巽・著「犬の静脈に嫉妬することから」1976年、湯川書房
- 土方巽・著「病める舞姫」1983年、白水社（新版 白水Ｕブックス 1992年）
- 土方巽・著「美貌の青空」1987年、筑摩書房
- 土方巽・著「土方巽全集」1998年、普及版2005年、河出書房新社
- 土方巽/吉増剛造・著「慈悲心鳥がバサバサと骨の羽を拡げてくる」1992、書肆山田
- 大野一雄・著「稽古の言葉」1997、フィルムアート社
- 大野一雄・著「御殿空を飛ぶ」1998、思潮社
- 大野一雄・著「魂の糧」　1999、フィルムアート社
- 大野一雄・著「百年の舞踏」2007、フィルムアート社
- 大野慶人・監修「秘する肉体 大野一雄の世界」2006、クレオ
- 三上賀代・著「器としての身體－土方巽暗黒舞踏技法へのアプローチ」1993、ANZ堂